# Меморандум 200
Меморандум 200 је документ који је настао под надзором Хенрија Кисинџера током нафтне кризе, новембра 1975, који потврђује потребу за „америчком контролом над питањима светске популације“. Документ је у време настајања био државна тајна, да би 1990их била скинута ознака тајности и документ постао доступан јавности.
Меморандум 200 тврди да пораст броја становника у одређеним земљама у развоју, које имају стратешка богатства потребна америчкој економији, представља потенцијалну претњу националној сигурности САД. Та студија упозорава да ће те земље, које имају потребне сировине, под притиском растућег броја становника, почети да захтевају боље услове трговине и веће цене за извоз својих сировина у Сједињене Државе. Због тога је направљен списак од 13 земаља, које су издвојене као стратешки циљеви за америчка настојања контроле пораста броја становника. 
Тринаест земаља набројаних у том документу су: Бразил, Пакистан, Индија, Бангладеш, Египат, Нигерија, Мексико, Индонезија, Филипини, Тајланд, Турска, Етиопија и Колумбија.